# 亶洲
亶洲，一作澶洲，是陈寿所著之《三国志·吴书·孙权传》中所提到的一个地名。現址不詳。

## 現存史料中的相關記載
《三國志·吳書·孫權傳》中记载，亶洲在海中，秦始皇在位期间，曾派方士徐福入海寻找仙药，但徐福后来滞留此地不回。曾有会稽郡东冶县之人入海，因风漂泊到亶洲。黃龍二年（230年），东吴皇帝孙权派衛溫、諸葛直率领数万人入海寻找夷洲和亶洲，但由于亶洲太远无法到达，仅到达夷洲，掠得土人数千名而归。

## 亶洲的具体位置
随着徐福移民倭国之说的普及，有相当多的学者认为亶洲位于今日的日本。濟州島古稱耽羅 tanma/tamura, 根據韓致奫在《海東繹史》中提供的解釋說：東國方音（即朝鮮語）稱『島』為『剡』（今韓語섬）。 濟州地方接近徐福活動的齊地(山東半島)，但沒有徐福傳說。然而，也有学者认为亶洲位于美洲，还有学者认为位于菲律宾。

## 延伸阅读
[在维基数据编辑]
 《欽定古今圖書集成·方輿彙編·邊裔典·澶洲部》，出自陈梦雷《古今圖書集成》